# La vida del gran Sarmiento
La vida del gran Sarmiento es una película inconclusa de Argentina que iba a filmarse sobre el guion de la señora Bendahan de Vega y que, comenzada en 1940, se abandonó al año siguiente. Se refería a la vida del educador y presidente de Argentina Domingo Faustino Sarmiento y sus protagonistas eran Juan Bono, María Esther Buschiazzo y Eduardo Otero.

## Comentario
Poco tiempo después que la película fuera abandonada la productora Artistas Argentinos Asociados comenzó a producir Su mejor alumno, un filme con guion de Ulyses Petit de Murat y Homero Manzi sobre la vida de Sarmiento y la Sra. Bendahan de Vega, autora del guion La vida del gran Sarmiento inició juicio por plagio contra la productora y los guionistas. La sentencia rechazó la demanda argumentando que si bien los dos filmes se referían a la vida de Sarmiento, Su mejor alumno tenía otro enfoque, un enfoque más personal, narrando la relación de Sarmiento con su hijo Dominguito.
La Cinemateca Nacional del INCAA preserva una serie de rollos pertenecientes a la película.

## Reparto
- Juan Bono
- María Esther Buschiazzo
- Eduardo Otero